# Лукьяновка (Тамбовская область)
Лукьяновка — упразднённая в 2019 году деревня Мордовского района Тамбовской области России. Входила в состав Новопокровского поссовета.

## География
Деревня находилась в юго-западной части региона, в лесостепной зоне, в пределах Окско-Донской низменной равнины, на берегах реки Плоскуша.
Соседними сёлами являются:
- Лихачёвка
- Петровка
- Павловка

### Климат
Климат умеренно континентальный, относительно сухой, с холодной продолжительной зимой и тёплым летом. Средняя температура воздуха самого холодного месяца (января) — − −10,6 °C (абсолютный минимум — −39 °C); самого тёплого месяца (июля) — 20,6 °C (абсолютный максимум — 40 °С). Продолжительность периода с положительной температурой колеблется от 145 до 150 дней. Среднегодовое количество атмосферных осадков составляет 450—475 мм, из которых большая часть выпадает в тёплый период. Снежный покров держится в течение 135 дней.

## История
Лукьяновка появилась в середине XIX в. и первоначально носила название Крутовка. Основателем деревни по видимому был местный землевладелец Писарев П. В.
В годы коллективизации был организован колхоз, который впоследствии присоединили к колхозу «Мировой октябрь» села Павловка.
С 1961 г. часть Павловского отделения совхоза имени В. И. Ленина. 
В 2000-е гг. деревня по факту прекратила свое существование.
Юридически упразднена в 2019 году.

## Население
| 2010 |
| ---- |
| 0    |